# 赤見電機
赤見電機株式会社 (あかみでんき)は、兵庫県尼崎市に本社を置き、大型映像表示装置や産業用自動制御システムなどを製造販売していた電気機器メーカーである。

## 概要
1951年3月に創業、1964年7月に法人へ改組。「LISA（ライザ）」のブランド名で、LED方式の映像システムの製造販売を手がけていた他、産業用電子自動制御システムの開発・製造も手掛けていた。
「LISA（ライザ）」は、日中の太陽下でも高輝度・高画質な表示が可能で、広視野角度であることが特徴で、駅やビルの壁面、スポーツ施設に採用された他、1994年9月には中国上海市に超大型ビジョンを設置したことで話題となった。
1999年2月期には約22億9300万円の売上があった。しかし、中国製品の台頭やリーマン・ショックなどにより売上が減少。2008年北京オリンピック関連や鉄道会社からの受注があったものの、2008年北京オリンピック関連で未回収金が発生し、資金繰りが悪化。2018年2月期の売上も約5億1800万円にまで落ち込んだ。
2019年2月に前代表が死去したことにより、経営の混乱に拍車がかかり、同年4月には財務担当者が退職した。赤見電機は、財務担当者の退職直後に財務内容および取引先との契約関係の再精査を実施したと同時に、5月には金融機関へリスケジュールを要請。しかし、リスケジュール要請直後に、前財務担当者が売り上げの架空計上などの不適切な会計処理を行っていたことが発覚。これにより、赤見電機は支援を受けることが不可能となった。
2019年7月9日に事業を停止。同年9月2日に神戸地方裁判所尼崎支部へ破産を申請し、同年9月11日に破産手続開始決定を受けた。そして2021年2月18日に法人格が消滅した。
主力事業については、元社員らの立ち上げた、アカミビジュアル株式会社とLEDSUNS合同会社にそれぞれ継承されている。

## 大型映像表示装置事業
- 「スーパービジョンライザ」と言うブランド名を持っていた。

### 設置施設
日本国内
- 日本テレビタワー
- ヨドバシAkiba
- 新宿ユニカビル
- 東大阪市花園ラグビー場 （得点掲示専用）
- 徳島県鳴門総合運動公園陸上競技場 - リボンボードのカタチで導入されている。
- 飯塚オートレース場
- ソラリアプラザ

### 他社の類似・競合商品
- オーロラビジョン（三菱電機）
- アストロビジョン（パナソニック）
- ジャンボトロン（ソニー）
- スーパーカラービジョン（東芝ライテック）
- スーパーフロンテックビジョン（富士通フロンテック）
- ゴジラビジョン（ダクトロニクス）

## その他の事業
- 産業用自動制御システム
- 電子応用機器、制御機器・装置
- FA関連各種電気電子装置
- 各種電気電子部品の販売